# Joseph Fontemoing
Joseph Auguste Fontemoing (né le 5 février 1798 à Dunkerque et mort après octobre 1871) était un avocat français du XIXe siècle.

## Biographie
Joseph Fontemoing fut le condisciple et l'ami d'Honoré de Balzac au collège des Oratoriens de Vendôme, où il fit ses études de 1806 à 1814. Il renoua avec l'auteur de la Comédie humaine en 1831 à l'occasion de la publication de La Peau de chagrin.
Avocat et Greffier en Chef du Tribunal de commerce de Dunkerque, Conseiller municipal de Dunkerque, il fut en 1837 rapporteur du projet du Théâtre de sa commune.
Il épouse à Dunkerque, le 30 octobre 1832, Marie Adélaïde Eugénie Jossaer, celle ci décédera et sera inhumée le 30 octobre 1871  à L'Isle-Adam (Seine-et-Oise).
Joseph Fontemoing décédera et sera inhumé seul et loin de sa famille à Vendôme,.

## Œuvres
Joseph Fontemoing est l'auteur de poèmes et allégories tels que :
- À Millevoye (1823)
- L'Île Plagiat, allégorie (1823)

Il écrit aussi des cantates dédiées aux villes telle que la Cantate dédiée à la musique de Dunkerque (1823), la Cantate à la gloire de Calais et Dunkerque (1830) et la célèbre Cantate à Jean Bart créée en 1845, que l'on peut toujours entendre pendant le carnaval de Dunkerque.